# Ilebo
Ilebo è un centro abitato della Repubblica Democratica del Congo, situato nella Provincia del Kasai.